# Wild Boys
The Wild Boys é um single de Duran Duran, lançado em 1984.